# Port Vincent (Luisiana)
Port Vincent es una villa ubicada en la parroquia de Livingston en el estado estadounidense de Luisiana. En el Censo de 2010 tenía una población de 741 habitantes y una densidad poblacional de 169,09 personas por km².

## Geografía
Port Vincent se encuentra ubicada en las coordenadas 30°20′11″N 90°50′37″O / 30.33639, -90.84361. Según la Oficina del Censo de los Estados Unidos, Port Vincent tiene una superficie total de 4.38 km², de la cual 4.27 km² corresponden a tierra firme y (2.54%) 0.11 km² es agua.

## Demografía
Según el censo de 2010, había 741 personas residiendo en Port Vincent. La densidad de población era de 169,09 hab./km². De los 741 habitantes, Port Vincent estaba compuesto por el 98.65% blancos, el 0.13% eran afroamericanos, el 0.4% eran amerindios, el 0% eran asiáticos, el 0% eran isleños del Pacífico, el 0% eran de otras razas y el 0.81% pertenecían a dos o más razas. Del total de la población el 1.35% eran hispanos o latinos de cualquier raza.